# ホモロジカルミラー対称性予想
ホモロジカルミラー対称性は、マキシム・コンツェビッチにより予想された数学の予想である。物理学者が弦理論を研究することにより初めて観察された、ミラー対称性と呼ばれる現象の数学的、系統的な説明を求める。

## 歴史
1994年のチューリッヒでの国際数学者会議の報告で、コンツェビッチは次のような予想をした。
カラビ・ヤウ多様体のペア X と Y のミラー対称性は、代数多様体 X から構成された三角圏 (X 上の連接層の導来圏)と、もう一つの Y のシンプレクティック多様体から構成される三角圏(深谷圏)の同値性として説明されるのではないか。
エドワード・ウィッテンは、最初に N = (2,2) の超対称性場の理論を位相的ツイストすることで、位相的弦理論のAモデルとBモデルと呼ばれるモデルを記述した。これらのモデルは、リーマン面から普通はカラビ-ヤウ多様体である固定された対象空間上への写像に関係する。数学でのミラー対称性予想の多くは、Y 上のA-モデルと X 上のB-モデルの物理的な同値関係と見なせる。リーマン面が境界を持たない場合は、ワールドシートが閉じた弦を表す。開いた弦については、超対称性を保存する境界条件を導入する必要がある。A-モデルでは、この境界条件として追加された構造（ブレーン構造と言う）を持った Y 上のラグランジアン部分多様体から導出される。B-モデルは、境界条件として X の上の正則（もしくは代数的）ベクトルバンドルを持つ部分多様体から導出される。これらは適当な圏を形成する対象で、AブレーンやBブレーンということもある。圏のモルフィズムは2つのブレーンの間に張られた開いた弦の無質量なスペクトルにより与えられる。
A-モデルとB-モデルの閉じた弦は、単純に弦理論の全体の一部（トポロジカルセクター）と考えられ、また同様に、これらのモデルのブレーン構造は、Dブレーンという力学的対象全体の位相的な近似と考えられる。しかし、弦理論のこの部分から出てくる数学的結果は深く、また難しい問題である。

## 例
少しの例しかこの予想を数学者は証明できていない。コンツェビッチがセミナーで、ホモロジカルミラー対称性予想を、楕円曲線の場合にはテータ函数を使うことで証明できるであろうと指摘した。この指摘に従い、アレクサンダー・ポリスチュックとエリック・ザスロフは、楕円曲線についてのこの予想の証明をした。深谷賢治は、アーベル多様体についてのこの予想を証明する要素のいくつかを確立した。後日、コンツェヴィッチとヤン・ソイベルマンは、SYZ予想からのアイデアを使い、アフィン多様体 (微分幾何学)(affine manifold)上の非特異なトーラスバンドルについての予想の大半を証明した。2003年に、ポール・ザイデルは、四次曲面の場合の予想を証明した。Hausel & Thaddeus (2002)は、SYZ予想の素描を、ヒッチン系とラングランズ双対性の脈絡で説明した。

## ホッジダイアモンド
(p,q)-調和微分形式の空間の次元 hp,q （同じことであるが、コホモロジー、つまり、完全形式を modulo とする閉形式）は、ホッジダイアモンドと呼ばれるダイアモンドの形に並べることができる。たとえば、3-次元多様体に対しては、ホッジダイアモンドは 0 から 3 までの範囲の p × q のダイアモンドの形にすることができ、
|      |      |      | h3,3 |      |      |      |
|      |      | h3,2 |      | h2,3 |      |      |
|      | h3,1 |      | h2,2 |      | h1,3 |      |
| h3,0 |      | h2,1 |      | h1,2 |      | h0,3 |
|      | h2,0 |      | h1,1 |      | h0,2 |      |
|      |      | h1,0 |      | h0,1 |      |      |
|      |      |      | h0,0 |      |      |      |

となる。ミラー対称性では、元の多様体上の (p,q)-微分形式の空間の次元 hp,q とすると、ミラー対称である相手の多様体上の (p,q)-微分形式の空間の次元は hn-p,q となる．すなわち、全てのカラビ・ヤウ多様体に対して、ホッジダイアモンドは π の回転しても変わらなく、ミラー対称であるカラビ・ヤウ多様体のホッジダイアモンドは π/2 の回転で入れ替わる。
1-次元カラビ・ヤウ多様体と見なすことのできる楕円曲線の場合には、ホッジダイアモンドは非常に簡単で、次のようになる。
|   | 1 |   |
| 1 |   | 1 |
|   | 1 |   |

K3曲面の場合には、2-次元のカラビ・ヤウ多様体と見なすことができるが、ベッチ数が、{1, 0, 22, 0, 1}であるから、K3曲面のホッジダイアモンドは次の図のようになる。
|   |   | 1  |   |   |
|   | 0 |    | 0 |   |
| 1 |   | 20 |   | 1 |
|   | 0 |    | 0 |   |
|   |   | 1  |   |   |

ところで、3-次元の場合（この場合を通常はカラビ・ヤウ多様体と呼ぶ）には、面白いことが起きる。ホッジダイアモンドが対角線（斜め線）を中心線として対称なホッジ数を持つペア M と W が存在することがある。
M のダイアモンド:
|   |   |   | 1 |   |   |   |
|   |   | 0 |   | 0 |   |   |
|   | 0 |   | a |   | 0 |   |
| 1 |   | b |   | b |   | 1 |
|   | 0 |   | a |   | 0 |   |
|   |   | 0 |   | 0 |   |   |
|   |   |   | 1 |   |   |   |

W のダイアモンド:
|   |   |   | 1 |   |   |   |
|   |   | 0 |   | 0 |   |   |
|   | 0 |   | b |   | 0 |   |
| 1 |   | a |   | a |   | 1 |
|   | 0 |   | b |   | 0 |   |
|   |   | 0 |   | 0 |   |   |
|   |   |   | 1 |   |   |   |

この場合には、M と W は弦理論のA-モデルとB-モデルに対応する。なお、ミラー対称性は、ホモロジカルな次元を入れ替えるだけでなく、ミラーペアの上のシンプレクティック構造と複素構造を入れ替える。
1990-1991年に、Philip Candelas, Xenia C. de la Ossa, and Paul S. Green et al. (1991) は、数え上げ代数幾何学のみならず、数学全体へ大きな影響をもち、Kontsevich (1994)への動機ともなった。この論文の中のクインティックスリーフォールドのホッジダイアモンドは、次の 2つのホッジダイアモンドとなる。
|   |   |     | 1 |     |   |   |
|   |   | 0   |   | 0   |   |   |
|   | 0 |     | 1 |     | 0 |   |
| 1 |   | 101 |   | 101 |   | 1 |
|   | 0 |     | 1 |     | 0 |   |
|   |   | 0   |   | 0   |   |   |
|   |   |     | 1 |     |   |   |

|   |   |   | 1   |   |   |   |
|   |   | 0 |     | 0 |   |   |
|   | 0 |   | 101 |   | 0 |   |
| 1 |   | 1 |     | 1 |   | 1 |
|   | 0 |   | 101 |   | 0 |   |
|   |   | 0 |     | 0 |   |   |
|   |   |   | 1   |   |   |   |